# マツバイ

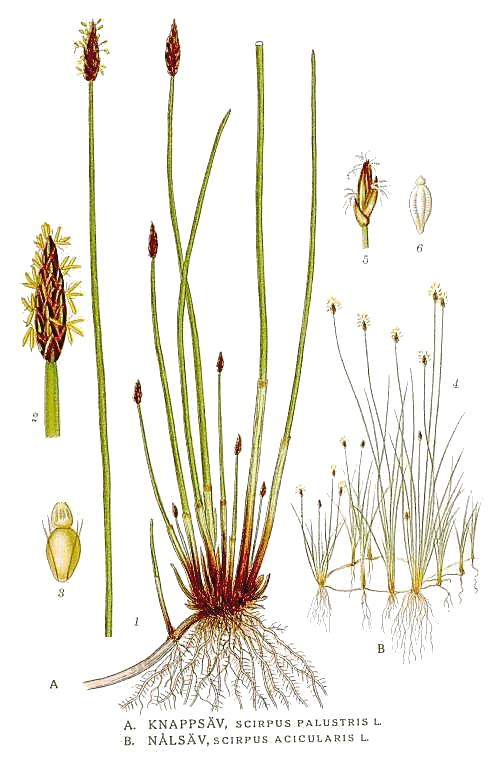
図版

マツバイは、ごく小型のカヤツリグサ科の植物である。水田によく生え、芝生のような群落を作る。
稲作においては代表的な雑草とされる。

## 特徴
マツバイ(Eleocharis acicularis (L.) Roem. et Schult. var. Longiseta Svenson)は、単子葉植物カヤツリグサ科ハリイ属の植物である。背丈は短く、せいぜい10cm、普通は3cm位。
細い糸状の匍匐枝を伸ばし、やや間を置いて花茎を出す。花茎は束になって生じ、全体としては密集した群落を作る。花茎は細くて糸状で柔らかく、濃緑色。葉は基部に膜状の葉鞘としてのみ残る。
小穂は花茎の先端に単独で生じ、狭卵形で長さ2-4mm、少数の花を含む。鱗片の一部は赤っぽく色づく。果実は長さ1mm、狭卵形で三陵形。果実の回りに刺針が2-4本あり、果実より長い。
名前は松葉藺で、細く尖った姿を松葉に見立てたもの。

## 生育環境
湿地や池の周辺、川岸など湿った地面に生育する。ごく背が低いので、開けた場所に生える。半ば水に浸かっていることもよくある。特に水田にはよく出現し、場合によっては一面に生えて芝生のようになる。

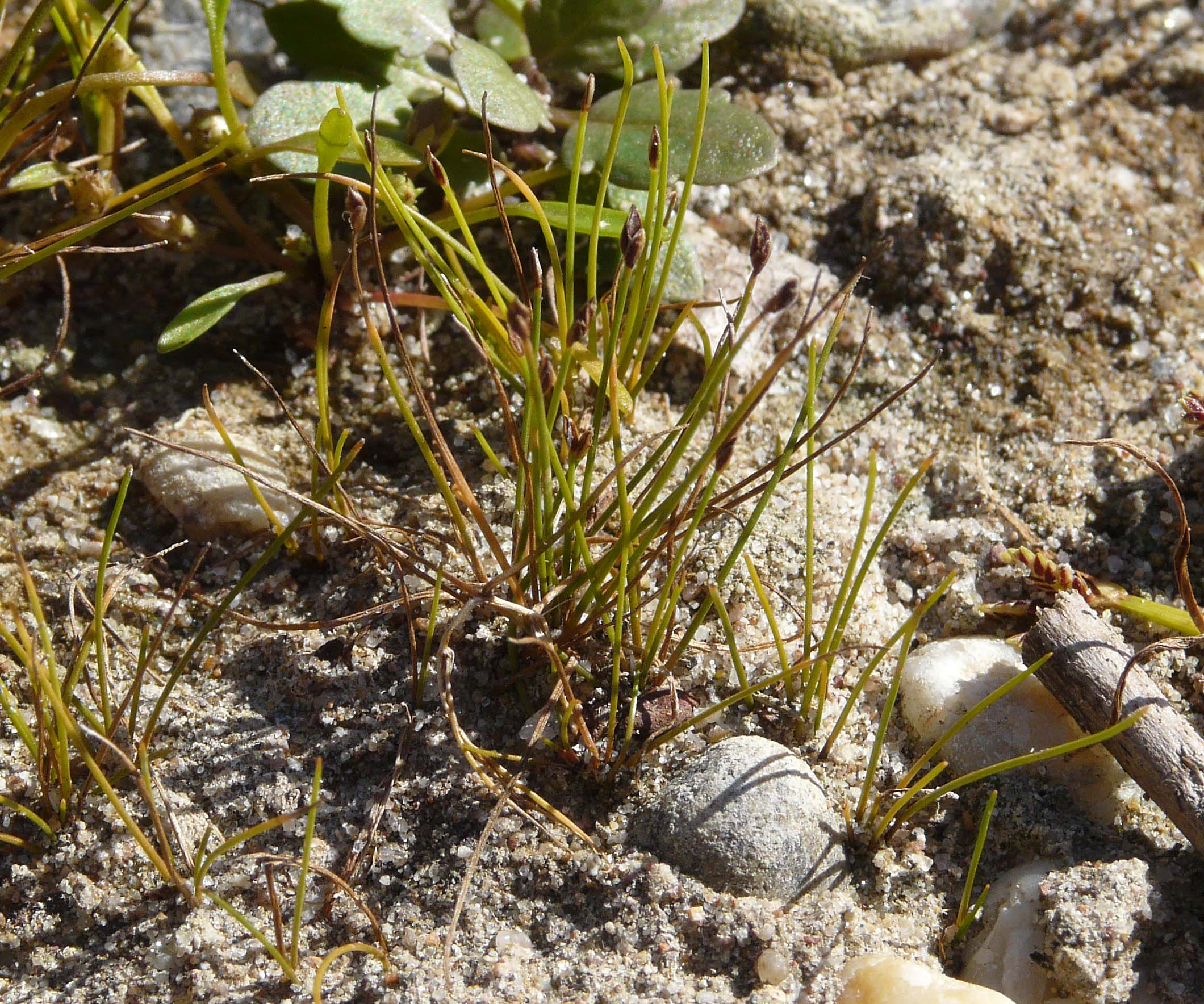
生えている様子
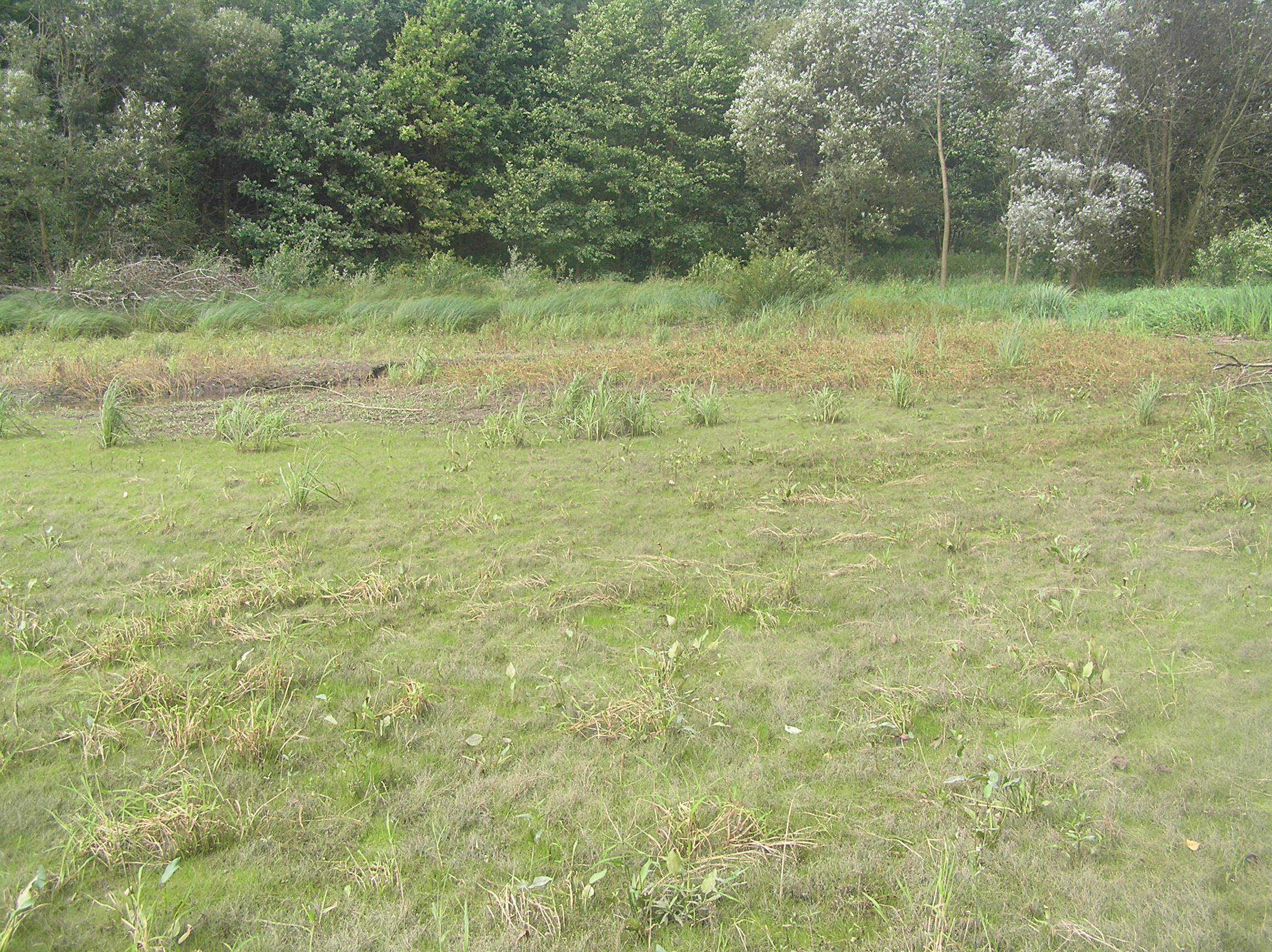
一面に地表を覆う様

## 分布
北海道から琉球列島まで分布し、国外では朝鮮、中国、シベリア東部に分布する。基本変種のチシママツバイ var. acicularisは北半球の温帯から暖帯に広く分布し、日本でもまれに見つかる。

## 利用
アクアリウム方面では、ヘアーグラスの名で、水草として栽培される。小柄なので、水槽の前面近くに植えて、底面に広がるように育てる。やや細かい砂の方が生育がよいとのこと。CO2添加をするとより育つ。

## 近縁種
基本変種のチシママツバイは針刺が果実より短いか、あるいは存在しない点で区別される。
それ以外の同属のほとんどのものははるかに大きい。同じような環境に出るものとしてはハリイ(E. congesta D. Don)がやや近いが、それでも倍くらいになる。小穂はやや多数花。また、匍匐枝を出さず、まばらに生える。
最もよく似ているのはチャボイ(E. parvula (Roem. et Schult.) Link)である。生育環境は全く異なり、海水の入る塩田などに生える。四国、九州に稀に産する。